# 34597 Sondy
34597 Sondy è un asteroide della fascia principale. Scoperto nel 2000, presenta un'orbita caratterizzata da un semiasse maggiore pari a 2,883087 UA e da un'eccentricità di 0,023939, inclinata di 3,327359° rispetto all'eclittica.